# 회안대로
회안대로(Hoean-daero)는 경기도 광주시 매산동 매산교와 남한산성면 엄미리 은고개를 잇는 경기도의 도로이다. 도로명은 광주시가 회안국의 옛 도읍지였다는 점에서 유래하였다.

## 연혁
- 1997년 12월 26일 : 광주 ~ 하남시계간 도로(광주군 광주읍 태전리 ~ 중부면 엄미리) 8.4km 구간 확장 개통, 기존 3.87km 구간 폐지[1]
- 1997년 12월 31일 : 자연농원 ~ 광주간 도로(용인시 유방동 ~ 광주군 광주읍 태전리) 16.04km 구간 확장 개통, 기존 10.92km 구간 폐지[2]
- 2009년 8월 24일 : 2개 이상 시·군에 걸쳐있는 도로로 회안대로를 고시[3]

## 주요 경유지
경기도
- 광주시 (매산동 · 양벌동 · 태전동 · 장지동 · 탄벌동 · 송정동 · 남한산성면)

## 노선
| 이름                               | 접속 노선                                        | 소재지          | 소재지          | 비고                                                       |
| 백옥대로와 직결                    | 백옥대로와 직결                                  | 백옥대로와 직결 | 백옥대로와 직결 | 백옥대로와 직결                                            |
| ---------------------------------- | ------------------------------------------------ | --------------- | --------------- | ---------------------------------------------------------- |
| 매산교                             |                                                  | 광주시          | 오포동          | 국도 제45호선 구간                                         |
| 매산삼거리                         | 매자리길                                         | 광주시          | 오포동          | 국도 제45호선 구간                                         |
| 대성아파트앞 교차로                | 매봉재길 회안대로71번길                          | 광주시          | 오포동          | 국도 제45호선 구간                                         |
| 양벌삼거리                         | 양벌로                                           | 광주시          | 오포동          | 국도 제45호선 구간                                         |
| 양벌육교                           | 양촌길                                           | 광주시          | 오포동          | 국도 제45호선 구간 하남 방면 진출 불가 용인 방면 진입 불가 |
| 양벌대교                           |                                                  | 광주시          | 오포동          | 국도 제45호선 구간                                         |
| 고산 나들목 (고산육교)             | 국도 제43호선 (포은대로)                         | 광주시          | 오포동          | 국도 제43, 45호선 구간                                     |
| 태전육교                           | 태전동로                                         | 광주시          | 광남동          | 국도 제43, 45호선 구간                                     |
| 담안교                             | 태전로 장지7길 태봉로43번길                      | 광주시          | 광남동          | 국도 제43, 45호선 구간                                     |
| 대봉육교                           |                                                  | 광주시          | 광남동          | 국도 제43, 45호선 구간                                     |
| 태전 분기점                        | 국도 제3호선 (성남이천로)                        | 광주시          | 광남동          | 국도 제43, 45호선 구간                                     |
| 중대교                             |                                                  | 광주시          | 광남동          | 국도 제43, 45호선 구간                                     |
| 신장지사거리                       | 순암로                                           | 광주시          | 광남동          | 국도 제43, 45호선 구간                                     |
| 장지 나들목                        | 경충대로                                         | 광주시          | 광남동          | 국도 제43, 45호선 구간                                     |
| 탄벌마을앞 교차로                  | 포돌이로 사기막길                                | 광주시          | 송정동          | 국도 제43, 45호선 구간                                     |
| 벌원 교차로                        | 지방도 제338호선 (이배재로) (파발로)             | 광주시          | 송정동          | 국도 제43, 45호선 구간                                     |
| 벌원2교                            | 통미로                                           | 광주시          | 송정동          | 국도 제43, 45호선 구간                                     |
| 송정육교                           | 행정타운로                                       | 광주시          | 송정동          | 국도 제43, 45호선 구간                                     |
| 대주육교                           | 중앙로335번길                                    | 광주시          | 송정동          | 국도 제43, 45호선 구간                                     |
| 송정 교차로                        | 중앙로                                           | 광주시          | 송정동          | 국도 제43, 45호선 구간                                     |
| 경기광주 나들목 (광주IC입구삼거리) | 35호선 중부고속도로 해공로                       | 광주시          | 남한산성면      | 국도 제43, 45호선 구간 해공로 통해 고속도로 진입           |
| 상번천리사거리                     | 국도 제45호선 지방도 제342호선 (태허정로) 해공로 | 광주시          | 남한산성면      | 국도 제43, 45호선 구간 지방도 제342호선 구간               |
| 번천2교                            |                                                  | 광주시          | 남한산성면      | 국도 제43호선 구간 지방도 제342호선 구간                   |
| 남한산성입구삼거리                 | 지방도 제342호선 (남한산성로)                    | 광주시          | 남한산성면      | 국도 제43호선 구간 지방도 제342호선 구간                   |
| 엄미리계곡삼거리                   | 엄미길                                           | 광주시          | 남한산성면      | 국도 제43호선 구간                                         |
| 은고개                             |                                                  | 광주시          | 남한산성면      | 국도 제43호선 구간                                         |
| 하남대로와 직결                    |                                                  |                 |                 |                                                            |

## 주요 건물 및 시설
- 광주시청소년수련관 (경기도 광주시 회안대로 350-17)
- 광남고등학교 (경기도 광주시 회안대로 350-32)
- 벌원초등학교 (경기도 광주시 회안대로 621-36)
- 광주시문화스포츠센터 (경기도 광주시 회안대로 891)
- 경인지방식약청 광주수입식품검사소 (경기도 광주시 회안대로 900)
- 광지원초등학교 (경기도 광주시 남한산성면 회안대로 1386)
- 광주시육아종합지원센터 (경기도 광주시 남한산성면 회안대로 1404-1)
- 중부농협 (경기도 광주시 남한산성면 회안대로 1426)